# Robert Stack

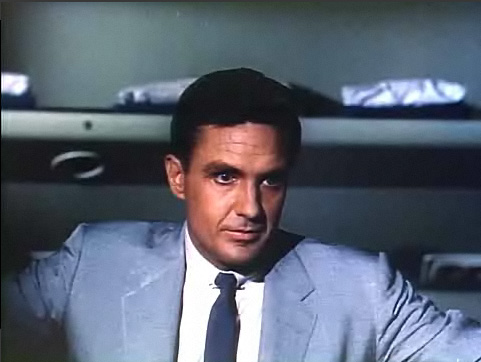
Robert Stack i en scen ur För alla vindar (1956).

Robert Stack, född Charles Langford Modini Stack den 13 januari 1919 i Los Angeles i Kalifornien, död 14 maj 2003 i Beverly Hills i Los Angeles, var en amerikansk skådespelare.

## Biografi
Robert Stack studerade drama och gjorde krediterad filmdebut 1939 i Eld och lågor. I reklamen för filmen lanserades han som "den första pojken som kysser Deanna Durbin". Han fortsatte sedan med roller i romantikgenren. 
Under andra världskriget tjänstgjorde han i flottan och återupptog sedan filmandet. Från 1950-talets början fick han mer karaktärsroller och fick stor uppmärksamhet för sin roll i Mellan himmel och hav (1954). Stack nominerades för en Oscar för bästa manliga biroll 1956 för För alla vindar.
Han är även känd för sin roll som brottsbekämparen Elliot Ness i TV-serien De omutbara.

## Filmografi i urval
- 1934 – Flygets lilla fästmö (ej krediterad)
- 1939 – Eld och lågor
- 1940 – Flykt undan våldet
- 1942 – Att vara eller inte vara
- 1951 – Blod i sanden
- 1954 – Mellan himmel och hav
- 1955 – Terror i Tokyo
- 1956 – För alla vindar
- 1957 – Svarta änglar
- 1959–1963 – De omutbara (TV-serie) (119 avsnitt)
- 1960 – Sista kryssningen
- 1966 – Brinner Paris?
- 1979 – 1941 – Ursäkta, var är Hollywood?
- 1980 – Titta vi flyger
- 1983 – Självmordspatrullen
- 1987 – Perry Masons återkomst: Fallet med den ondskefulle författaren (TV-film)
- 1987 – Maktkamp på Falcon Crest (TV-serie) (fem avsnitt)
- 1988 – Tom i bollen II
- 1990 – Joe och vulkanen
- 1996 – Beavis and Butt-head Do America (röst)
- 2001 – Killer Bud (röst)

## TV
- 1976–1977 – Most Wanted (TV-serie)
- 1987–2002 – Unsolved Mysteries (TV-serie)